# Ricardo Perrone
Ricardo Perrone Rocha (Río de Janeiro, 21 de diciembre de 1976 - ), es un deportista hispano-brasileño, en la disciplina de waterpolo.

## Biografía
Ha sido internacional con la selección española de waterpolo en numerosas ocasiones. Jugador internacional desde el año 1994 que comenzó con la selección de Brasil. En 1998 consiguió la doble nacionalidad.

## Clubes
- Club de Regatas Guanabara ( Brasil)
- Fluminense Football Club ( Brasil)
- Club Natació Barcelona ( España)

## Títulos
Como jugador de la selección española
- Medalla de oro en los juegos del Mediterráneo de 2005 de Almería
- Bronce en la FINA World Cup de Budapest (Hungría) 2006
- Plata en la World League de Atenas (Grecia) 2006
- Bronce en el Campeonato de Europa de Belgrado de 2006
- Bronce en el Campeonato del Mundo de Melbourne de 2007

## Participaciones en Copas del Mundo
- Campeonato del Mundo Absoluto de Montreal de 2005
- Campeonato de Europa de Belgrado (Serbia) en 2006
- Campeonato del Mundo de Melbourne de 2007
- Juegos Olímpicos de Pekín  2008